# El invierno de los raros
El invierno de los raros es una película argentina dramática de 2011 escrita y dirigida por Rodrigo Guerrero. Fue realizada en Córdoba luego de resultar ganadora del concurso del Desarrollo de Proyectos de Largometrajes y Documentales, el cual había sido organizado por la Agencia de Córdoba Cultura y el Instituto Nacional de Cine y Artes Audiovisuales (INCAA).

## Sinopsis
En una pequeña localidad de la Provincia de Córdoba, la mayoría de los habitantes viven sumergidos en las rutinas costumbristas del pueblo. Un día seis extraños en busca de alguna clase de amor empiezan a cambiar sus comportamientos, aunque al principio, es casi imperceptible para los demás. Estos seis extraños se entrecruzan en el letargo invernal de un pequeño pueblo.

## Reparto
- Lautaro Delgado ... Gustavo
- Luis Machín ... Fabián
- Paula Lussi ... Marcia
- Fanny Cittadini ... Tet
- Maitén Laguna ... Rocío
- Elisa Gagliano ... Sabrina
- Coni Vera

## Equipo técnico
- Dirección: Rodrigo Guerrero.
- Guion: Rodrigo Guerrero.
- Productor: Lorena Quevedo.
- Compañía productora: TWINS LATIN FILMS.
- Producción ejecutiva: Lorena Quevedo.
- Fotografía: Marcos Rostagno.
- Montaje: Rodrigo Guerrero, Antonio Pita.
- Música original: Santiago Candegabe.
- Dirección de arte: Paz Bloj, Victoria Suárez.
- Jefe de producción: Mauro Guevara.
- Diseño de vestuario: Pilar González.
- Departamento de maquillaje: Marilina Fabro.
- Sonido: Guillermo Sempronii.

## Festivales y premios
- Festival de Róterdam, 2011 Sección Bright Future.[2]
- Ganadora del Concurso de Desarrollo de Proyectos de Largometrajes y Documentales, organizado por la Agencia Córdoba Cultura y el INCAA.
- Festival Internacional de Mannheim, 2008: Seleccionada para participar en los Mannheim Meetings.
- 21º Festival Internacional de Cine de Mar del Plata, 2006: Seleccionada para participar en la Clínica de Guion.
- Ganadora del Concurso de desarrollo de proyectos de largometrajes ficcionales y documentales organizado por la Agencia Córdoba Cultura y el INCAA, 2007.